# 西马·米洛瓦诺夫
西马·米洛瓦诺夫（羅馬化：Sima Milovanov，1923年4月10日—2002年11月16日），塞尔维亚男子足球运动员，场上位置是后卫。他曾代表南斯拉夫国家队参加1954年国际足联世界杯，结果队伍止步八强赛。